# Zaleptus jacobsoni
Zaleptus jacobsoni is een hooiwagen uit de familie Sclerosomatidae.